# Hydriomena striata
Hydriomena striata är en fjärilsart som beskrevs av Barend J. Lempke 1950. Hydriomena striata ingår i släktet Hydriomena och familjen mätare. Inga underarter finns listade i Catalogue of Life.